# Guus Hiddink
Guus Hiddink (Varsseveld, 8. studenog 1946.) bivši je nizozemski profesionalni nogometaš.
Hiddink je bio veznjak. Nakon igračke karijere, postao je poznat po tome što je kao trener PSV-a osvojio trostruku krunu u sezoni 1987./88. (Eredivisie, Nizozemski kup i Kup prvaka). Vodio je Južnu Koreju do polufinala na Svjetskom prvenstvu u Južnoj Koreji i Japanu 2002., što mu je uspjelo i četiri godine ranije, s nizozemskom reprezentacijom na Svjetskom prvenstvu u Francuskoj 1998. S australskom reprezentacijom ušao je u osminu finala na Svjetskom prvenstvu u Njemačkoj 2006., a s ruskom reprezentacijom u polufinale Europskog prvenstva u Austriji i Švicarskoj 2008., što je Rusima najbolji rezultat od raspada Sovjetskog Saveza.
Guus Hiddink se nije uspio plasirati s reprezentacijom Turske na EP 2012. u Poljskoj i Ukrajini te je s tim i završila njegova trenerska misija u Turskoj.
Hiddink ima nekoliko nadimaka, poput "Hiddingu", "Aussie Guus", "Car Hiddink", "Guus Geluk" i "The Goose".
U veljači 2012. Guus Hiddink preuzima klupu Anžija iz Mahačkale u kojoj ostaje do ljeta 2013.

## Trofeji, nagrade i vrijedni rezultati

### Igrač
De Graafschap
- Tweede Divisie
  - Pobjednik (1): 1968./69.

San Jose Earthquakes
- MLS Southern Division
  - Finalist (1): 1977.

### Trener
Nizozemski nogometni savez mu je 2005. i 2006. dodijelio nagradu Rinus Michels za trenera godine.

### Klupski trofeji
PSV Eindhoven
- Eredivisie
  - Pobjednik (6): 1986./87., 1987./88., 1988./89., 2002./03., 2004./05., 2005./06.
- KNVB kup
  - Pobjednik (4): 1988., 1989., 1990., 2005.
- Europski kup
  - Pobjednik (1): 1988.

Real Madrid
- Interkontinentalni kup
  - Pobjednik (1): 1998.

### Reprezentativni dosezi
Nizozemska
- Svjetsko prvenstvo u nogometu – Francuska 1998.
  - Četvrto mjesto

 Južna Koreja
- Svjetsko prvenstvo u nogometu – Južna Koreja i Japan 2002.
  - Četvrto mjesto

 Australija
- Svjetsko prvenstvo u nogometu – Njemačka 2006.
  - Osmina finala

 Rusija
- Europsko prvenstvo u nogometu – Austrija i Švicarska 2008.
  - Polufinale

## Statistika

### Trener
| Momčad        | Država | Od                | Do                 | Rezultat | Rezultat | Rezultat | Rezultat | Rezultat | Rezultat | Rezultat | Rezultat |
| Ut.           | Pob.   | Ner.              | Por.               | G.Po.    | G.Pr.    | +/–      | % Pob.   |          |          |          |          |
| ------------- | ------ | ----------------- | ------------------ | -------- | -------- | -------- | -------- | -------- | -------- | -------- | -------- |
| De Graafschap |        | 1982.             | 1984.              | 62       | 21       | 15       | 26       | 92       | 103      | -11      | 33,80    |
| PSV           |        | 1987.             | 1990.              | 103      | 71       | 19       | 13       | 289      | 95       | +194     | 68,93    |
| Fenerbahçe    |        | 1990.             | 1991.              | 30       | 12       | 8        | 10       | 53       | 53       | 0        | 40,00    |
| Valencia      |        | 1991.             | 1994.              | 114      | 53       | 29       | 32       | 178      | 125      | +53      | 46,49    |
| Nizozemska    |        | prosinac 1994.    | srpanj 1998.       | 38       | 22       | 8        | 8        | 81       | 29       | +52      | 57,89    |
| Real Madrid   |        | srpanj 1998.      | svibanj 1999.      | 34       | 19       | 4        | 11       | 73       | 48       | +25      | 55,88    |
| Real Betis    |        | 5. veljače 2000.  | 2. svibnja 2000.   | 13       | 1        | 6        | 6        | 00       | 00       | 0        | 7,69     |
| Južna Koreja  |        | 1. siječnja 2001. | srpanj 2002.       | 39       | 14       | 13       | 12       | 45       | 45       | 0        | 35.90    |
| PSV           |        | 1. kolovoza 2002. | svibanj 2006.      | 192      | 128      | 35       | 29       | 00       | 00       | 0        | 66,67    |
| Australija    |        | 22. srpnja 2005.  | srpanj 2006.       | 12       | 7        | 2        | 3        | 25       | 10       | +15      | 58,33    |
| Rusija        |        | srpanj 2006.      | lipanj 2010.       | 26       | 16       | 4        | 6        | 46       | 27       | +19      | 61,54    |
| Chelsea       |        | 16. veljače 2009. | 30. svibnja 2009.  | 21       | 15       | 5        | 1        | 39       | 18       | +21      | 71,42    |
| Turska        |        | 1. kolovoza 2010. | 16. studenog 2011. | 17       | 7        | 5        | 5        | 18       | 15       | +3       | 41,18    |

- ažurirano 12. prosinca 2011.

## Vanjske poveznice
- Guus Hiddink Foundation  Arhivirana inačica izvorne stranice od 25. rujna 2020. (Wayback Machine) (nizoz.)(engl.)
- "A Beautiful Mind" (engl.)